# Полярная правда
«Полярная правда» — старейшее печатное издание в Мурманской области, основанное в 1920 году.
Неофициальные название газеты — «Полярка» или «Полярочка».

## История
21 февраля 1920 года в Мурманске началось антибелогвардейское восстание, завершившееся победой «красных» 13 марта с приходом регулярных частей Красной армии. Уже 23 февраля в городе начала выходить газета «Известия Мурманского Совета Рабочих, Солдатских и Крестьянских депутатов», в которой публиковались прежде всего всевозможные постановления и распоряжения новой власти. С 28 сентября 1920 года газета меняет своё имя на «Северную правду». Но уже 8 февраля 1921 года газете дают название «Полярная правда», под которым она выходит и по нынешнее время.
Первоначально газета выходила нерегулярно, не установленным тиражом: редакция печатала столько номеров и столько экземпляров, сколько находилось материальных и технических средств. В марте 1923 введена первая штатная должность — редактор. Установлена периодичность — 1 раз в неделю, тираж — 1000 экз. Затем — 2 раза в неделю, а к осени 1924 — 3.
В 1938 тираж газеты достиг 12 000 экз.
В годы Великой Отечественной войны выпускались приложением сатирические плакаты «Окна „Полярной правды“». В марте 1944 года вышел 5000‑й номер газеты. В 1945 году, в честь 25-летия издания, мурманские власти дали одной из улиц города, прежде именовавшейся Красной, новое имя — «Полярной правды».
22 февраля 1970 года Президиум Верховного Совета СССР своим указом наградил газету «Полярная правда» орденом Трудового Красного Знамени. Учредителями газеты в то время были Мурманский областной комитет КПСС и областной Совет народных депутатов.
В 1980 годы тираж газеты достиг 150 000 экземпляров.
В начале 1990-х годов новым учредителем «Полярной правды» стал редакционный коллектив. Позднее появились и соучредители: Мурманский банк Сбербанка России, компании «Севрыбхолодфлот», «Мурманскнефтепродукт», Мурманская организация ФНПР, Управление федеральной почтовой связи, рыболовецкий колхоз «Беломорский рыбак».
Газета печаталась вначале высоким способом печати, а с 1994 года — офсетным, форматом А2 на 4 −8 полосах в МИПП «Север». Периодичность выхода газеты — ежедневная. Тираж газеты менялся в разные годы: со 150 000 экз. в 1980 году он снизился до 13 500 экз. в 1999 году и до 9500 экз. в 2009.
В 2008 году редакция пошла на вынужденное сокращение периодичности выхода. Газета стало выходить только четыре раза в неделю: вторник, среда, четверг («Полярка — плюс», формат А3, печать с дополнительным цветом). Финансовый кризис в стране привёл и к краху старейшего издания. В конце 2009 года «Полярная правда» стала выходить один раз в неделю, а с 3 декабря 2009 года её выпуск прекратился.
Выпуск газеты был возобновлён 29 января 2010 года, в год 90-летия газеты, когда сменился учредитель издания и состав редакции. Новым учредителем стало ООО «Трансатлантик Маркетинг Груп» (ТМГ), которое решило превратить газету в деловое издание, ориентированное не на массового читателя, как раньше, а на успешных людей. «Полярная правда» стала выходить один раз в неделю по вторникам на 12 страницах форматом А3, печать полноцветная. Новый учредитель издания решил вернуть в логотип газеты изображение старой награды коллектива — орден Трудового Красного Знамени. С 1 марта 2012 года выпуск газеты был прекращён.
Выпуск старейшего издания Кольского полуострова возобновился в Мурманске 21 июля 2016 года по инициативе мурманского предпринимателя Николая Пальченко. На первой полосе «Полярной Правды» стоял номер 1 (22716), с этого номера началась новая веха истории газеты. Газета выходила по четвергам тиражом 10 000 экз..
В Мурманске вновь появилась газета «Полярная правда». Учредителем и главным редактором обновленной «Полярки» стал Валентин Тимкин. Бесплатная газеты печатается тиражом 35 тысяч экземпляров. 

## Редакторы
Первым главным редактором газеты был Брун.
- 1922 — Л. Майзелис.
- 1923—1924 — Н. Титов.
- 1924 — П. Валерианов.
- 1925 — А. Пучежский.
- с 10 марта 1925 — В. П. Гудков[9].

Позднее газету возглавляли М. И. Браун, М. И. Гордон, Г. Гуревич, А. И. Вяткин, С. С. Култышев, К. М. Кузнецов, А. Т. Воробьев, И. И. Портнягин, Н. В. Беляев, А. П. Бавыкин.
- 1991 — ноябрь 2009 — И. М. Рехимкулов[6].
- 2020 - 2024 гг. - В.В. Тимкин [8]

## Известные сотрудники
В «Полярной правде» работали известные мурманские журналисты, писатели и поэты, такие как Константин Бельхин, Иван Гагарин, Евгений Двинин, Александр Подстаницкий, Раиса Троянкер, Борис Федоров, Александр Шевцов, Борис Соколов и др.